# Jens Pauli Heinesen
Jens Pauli Heinesen (* 12. November 1932 in Sandavágur, Färöer; † 19. Juli 2011) war ein färöischer Schriftsteller. Er gehörte zu den produktivsten und beliebtesten Autoren in färöischer Sprache.

## Leben
Jens Pauli, geboren 1932 in Sandavágur, war der Sohn von Petur Heinesen á Lofti, Bauer aus Sandavágur, und Anna Maria Malena Heinesen, geborene Johannesen aus Hestur. Seit dem 11. August 1956 war Heinesen mit Maud Brimheim († 7. September 2005) aus Klaksvík verheiratet. Die Sängerin und Managerin Elin Heinesen ist deren Tochter, und sie hatten außerdem eine koreanische Adoptivtochter.
Jens Pauli Heinesen wuchs in Sandavágur auf der Insel Vágar auf. Im Alter von 14 Jahren ging er nach Tórshavn, wo er 1952 sein Abitur machte. Anschließend siedelte er nach Dänemark über, wo er 1956 seine Prüfung als Lehrer bestand und zunächst auch unterrichtete, bis er 1957 auf die Färöer zurückkehrte. Den Lehrerberuf gab er 1970 auf, um sich ganz der Schriftstellerei zu widmen. Bereits 1968/69 hatte er zusammen mit seiner Familie eine Auszeit in Südspanien, wo er den Roman Frænir eitur ormurin schrieb.
Heinesen gilt als einer der „sanften Erneuerer“ der färöischen Literatur in den 50er-Jahren. War sein Frühwerk von James Joyce und dem Nouveau Roman geprägt, so wandte er sich später traditionelleren Erzählweisen zu, denen er seine Popularität auf den Färöern verdankt. Neben zahlreichen Romanen und Erzählungen schrieb er auch vier Theaterstücke. Ein Roman und eine Erzählung sind bisher in deutscher Übersetzung erschienen.
1968 bis 1975 war Heinesen der Vorsitzende des färöischen Schriftstellerverbandes.
Den Literaturpreis der Färöer erhielt er gleich vier Mal: 1959 (Hin vakra kvirran), 1969 (Aldurnar spæla á sandi), 1973 (Frænir eitur ormurin) und 1993 (Bláfelli). 1999 erhielt er den Mentanarvirðisløn Landsins (Landeskulturpreis der Färöer).

## Deutsche Übersetzungen
- Ein Kind hier auf Erden. Meysenburg, Essen 2002. ISBN 3-930508-08-7. (Roman. Übers. aus dem Färöischen: Otmar Werner, Originaltitel: Nú ert tú mansbarn á foldum, 1980, erster Teil des Siebenteilers Á ferð inn í eina óendaliga søgu)
- „Gestur“. In: »Von Inseln weiß ich…« Geschichten von den Färöern. Herausgegeben von Verena Stössinger und Anna Katharina Dömling. Unionsverlag, Zürich 2006. ISBN 3-293-00366-4. (Kurzgeschichte aus der gleichnamigen Sammlung Gestur von 1967. Übers. aus dem Färöischen: Inga Meincke und Verena Stössinger)

## Sekundärliteratur
- Gert Kreutzer (Hrsg.): Präsentationen. Isländische und färöische Gegenwartsautoren. Guðbergur Bergsson, Steinunn Sigurðardóttir, Jens Pauli Heinesen. Köln, 2002. 167 s. (Artes et Literae Septentrionales. Kölner Studien zur Literatur, Kunst- und Theaterwissenschaft, 14.) (Darin: Jens Pauli Heinesen, “Die Welt retten zu wollen”, s. 129-47; Jógvan Isaksen: “Opfer und Henker. Jens Pauli Heinesens literarisches Werk”, s. 148-67.)
- Martin Næs "I never promised you a Rosegarden!" in: Bogens Verden, 1999, nr. 6, s. 33-35. [Jens Pauli Heinesen.]
- Malan Simonsen: "'Frænir eitur ormurin' - dens politiske og kunstneriske program". In: Literature as Resistance and Counter-Culture. 1993. S. 479–84. [Jens Pauli Heinesen.]